# الإعلان الإنجليزي الفرنسي

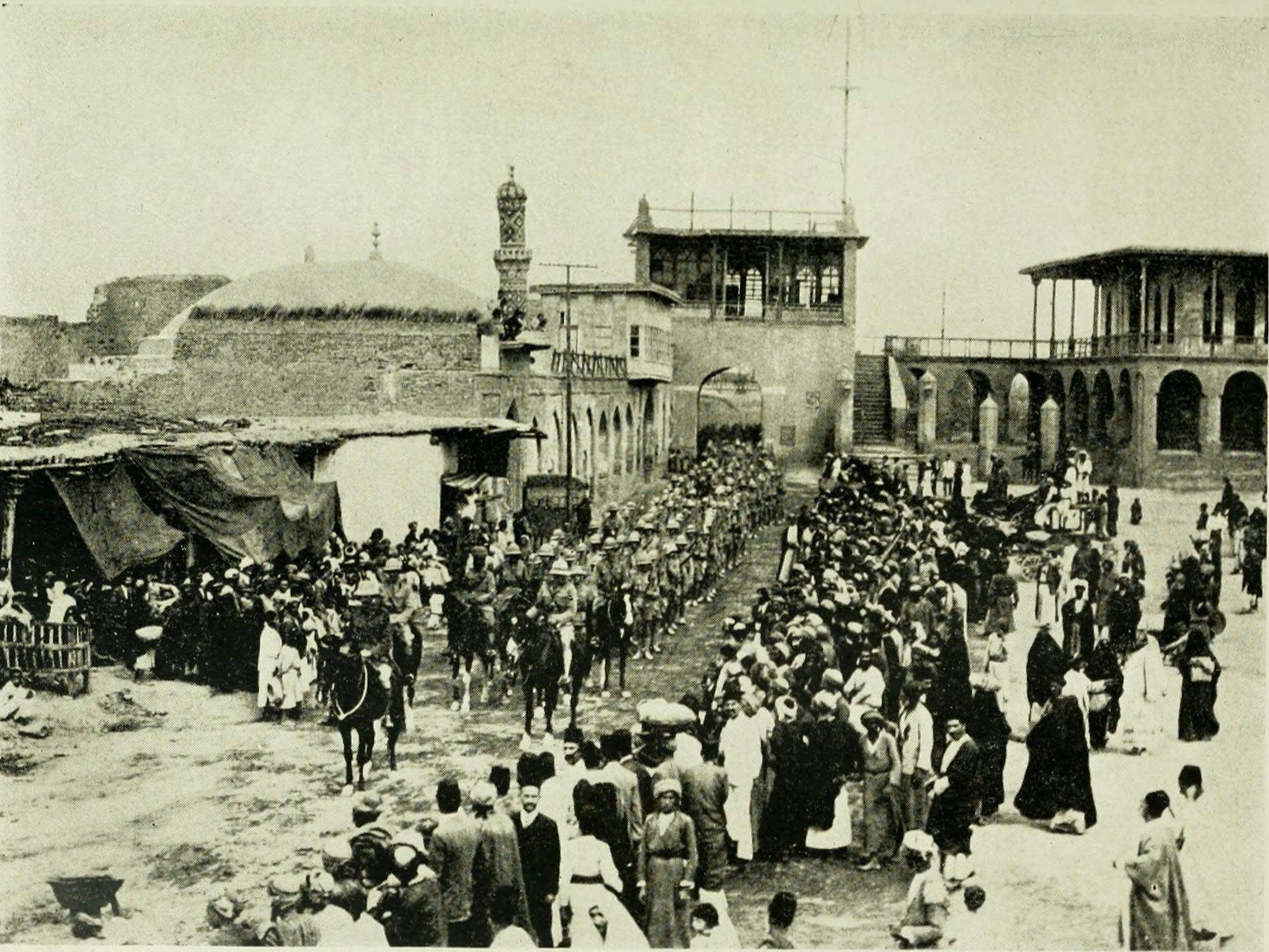
القوات البريطانية تدخل بغداد.

الإعلان الإنجليزي الفرنسي هو إعلان نُشر من قبل بريطانيا العظمى وفرنسا بعد فترة وجيزة هدنة مودروس واستسلام الإمبراطورية العثمانية. تذكر بعض المصادر أن تاريخ النشر كان في 7 نوفمبر 1918،  وأخرى إلى 9 نوفمبر.
حاول الإعلان شرح سبب قرار القوتين بالمشاركة في المعركة من أجل الأراضي العثمانية، فزعمت فرنسا وبريطانيا العظمى أن نواياهما كانت «التحرير الكامل والنهائي للشعب» الذي تعرض للاضطهاد من قبل الإمبراطورية العثمانية، وإنشاء حكومات ديمقراطية في سوريا والعراق العثمانيين (بلاد ما بين النهرين)، وغيرها من المناطق التي سيتم مساعدتها على «التحرير». أوضح الإعلان أن شكل الحكومات الجديدة هو الذي سيحدده السكان المحليون وليس ما ستفرضه السلطات الموقعة. كان الهدف من الإعلان هو تهدئة الشكوك العربية حول الطموحات الاستعمارية أو الإمبريالية الأوروبية المحتملة.

## النص

### ترجمة مقدمة من الحكومة البريطانية في ورقة القيادة رقم 5974 المؤرخة في 16 مارس 1939
إن الهدف الذي تستهدفه فرنسا وبريطانيا العظمى في مقاضاة الشرق في الحرب، والذي أطلقها طموح ألمانيا، هو التحرر الكامل والواضح للشعوب التي تعرضت للقمع لفترة طويلة من قبل الأتراك وإنشاء حكومات وإدارات وطنية تستمد سلطتها من المبادرة والاختيار الحر للسكان الأصليين.
من أجل تنفيذ هذه النوايا، تعمل كل من فرنسا وبريطانيا العظمى على تشجيع ومساعدة إنشاء حكومات وإدارات محلية في سوريا وبلاد ما بين النهرين، التين حررهما الحلفاء الآن، وفي المناطق التي يشاركون في تحريرها والاعتراف بها بمجرد تأسيسها فعليًا.
بعيدًا عن الرغبة في فرض مؤسسات معينة على أي من سكان هذه المناطق، يهتمون بهم فقط لضمان الدعم والمساعدة الكافية للعمل المنتظم للحكومات والإدارات التي يختارها السكان بحرية، ولتأمين عدالة نزيهة ومتكافئة للجميع، من أجل تسهيل التنمية الاقتصادية في البلاد من خلال إلهام وتشجيع المبادرة المحلية لصالح نشر التعليم، ووضع حد للخلافات التي استفادت منها السياسة التركية منذ فترة طويلة، ها هي ذي السياسة التي تؤيدها حكومتا الحلفاء في المناطق المحررة.

### ترجمة قدمها السيد عبد الرحمن أمام لجنة الأمم المتحدة الخاصة بفلسطين (اليونسكوب) عام 1947
إن الهدف الذي توخته فرنسا وبريطانيا العظمى في مقاضاة الشرق في الحرب التي أشعلها الطموح الألماني هو التحرير الكامل والأخير للشعوب التي تعرضت للاضطهاد من قبل الأتراك لفترة طويلة، وتشكيل حكومات وطنية وإدارات تستمد سلطتها من الممارسة الحرة لمبادرة واختيار السكان الأصليين.
في السعي لتحقيق هذه النوايا، توافق فرنسا وبريطانيا العظمى على تقديم المزيد من المساعدة والإقامة في تشكيل حكومات وإدارات محلية في سوريا وبلاد ما بين النهرين، والتين تم تحريرهما بالفعل من قبل الحلفاء، وكذلك في تلك المناطق التي كانوا يحاولون تحريرها، والاعتراف بها بمجرد تعيينها بالفعل.
بعيدًا عن الرغبة في فرض هذا النظام أو ذاك على سكان تلك المناطق، فإن اهتمامهم الوحيد [أي فرنسا وبريطانيا العظمى] هو تقديم مثل هذا الدعم والمساعدة الفعالة كما يضمن العمل السلس للحكومات والإدارات التي سيقوم هؤلاء السكان بانتخابها بمحض إرادتها الحرة؛ وتأمين عدالة نزيهة ومتكافئة للجميع؛ وتسهيل التنمية الاقتصادية للبلد من خلال دعم وتشجيع المبادرة المحلية؛ لتعزيز انتشار التعليم؛ ووضع حد للخلافات التي استغلتها السياسة التركية لفترة طويلة. هذه هي المهمة التي ترغب دولتا الحلفاء في خوضها في المناطق المحررة.

## فيما بعد
مهما كانت النوايا الحقيقية لفرنسا وبريطانيا العظمى، فقد أصبحت معظم المناطق حرة بالفعل، بعضها تم تحريره بعد فترة من الإدارة تحت ولاية عصبة الأمم، مثل لبنان وسوريا والأردن. لم تحصل كل الشعوب المحررة على «الحكومات والإدارات التي اختارها السكان بحرية»، فقد تم تقسيم الأكراد بين الدول الجديدة سوريا والعراق وتركيا، وبقي جزء منهم تحت الحكم الفارسي، وتفرق الفلسطينيون في النهاية على دولة إسرائيل التي يحكمها مهاجرون يهود والأراضي الفلسطينية المحتلة والأردن. وانتهى المطاف بمعظم الفلسطينيين كلاجئين منتشرين في عدة بلدان في المنطقة.